# 神山治貴
神山 治貴（かみやま はるき、1946年（昭和21年）2月5日 - ）は、日本の実業家、経営者、マクニカ創業者、マクニカホールディングス名誉会長、神山財団理事長。

## 来歴
秋田県湯沢市生まれ。1969年（昭和44年）3月に東京電機大学工学部第二部電子工学科を卒業。1964年4月日本レミントン・ユニバック株式会社（現・BIPROGY株式会社）、1967年4月株式会社三ツ波、1972年4月インターニックス株式会社を経て、1972年（昭和47年）にジャパンマクニクス株式会社（現・株式会社マクニカ）を創業。
主な経歴：
1972年（昭和47年）10月 ジャパンマクニクス株式会社（現・株式会社マクニカ）を創業。
1975年（昭和50年）02月 株式会社マクニカ 代表取締役社長就任。
2008年（平成20年）06月 同社代表取締役会長。
2010年（平成22年）06月 同社取締役会長就任。
2013年（平成25年）01月 一般財団法人神山財団設立 代表理事就任。
2015年（平成27年）04月 共同持株会社マクニカ・富士エレ ホールディングス株式会社（現・マクニカホールディングス株式会社）を設立。
2019年（令和 元年）06月 同社名誉会長就任。

2015年（平成27年） 3月に母校の東京電機大学から名誉博士の称号を授与される。同大学では、評議員（平成18年12月～平成21年12月）、理事（平成21年11月～平成28年3月）、学校法人東京電機大学情報統括責任者（CIO）（平成22年5月～平成26年7月）等を歴任。
その他、公益社団法人日本ニュービジネス協議会連合会副会長、一般社団法人神奈川ニュービジネス協議会名誉会長（前会長）、一般社団法人神奈川県経営者協会（元評議員）、公益社団法人経済同友会会員（元幹事）、一般社団法人日本半導体商社協会（元副会長）、一般社団法人半導体産業人協会（SSIS）会員、一般社団法人日本工業倶楽部会員、The RAND Center for Asia Pacific Policy (CAPP), Advisory Board Memberを歴任。2022年（令和4年） 「財界」第65回経営者賞受賞。

## 社会活動
母校の東京電機大学において、成績優秀な学生を表彰する学長賞の充実、応急奨学金の創設、海外留学派遣促進等、学生の能力向上のための諸施策を行っている。
2013年1月に設立した一般財団法人神山財団では、明るい未来をつくるために、グローバルな視野で社会に貢献できる、次代を担う人材を育成することを目的に、奨学支援を行っている。（社会人向け「海外留学奨学金制度」、全国の美術系大学院生向け「芸術支援プログラム」）

## 著書
・『経営の本質』ダイヤモンド社　2022年9月　ISBN: 978-4-478-11530-5